# La Quatrième Loi de la robotique
La Quatrième Loi de la robotique (titre original : The Fourth Law of Robotics) est une nouvelle de science-fiction d'Harry Harrison.
La nouvelle est parue en 1989 aux États-Unis dans l'anthologie Les Fils de Fondation (Foundation's Friends: Stories in Honor of Isaac Asimov).

## Résumé
Une banque a été attaquée par un robot ; Donovan en informe immédiatement Susan Calvin et lui présente un enregistrement vidéo des faits.
Le robot s'est présenté à la banque, muni d'une grenade, expliquant en détail au caissier son fonctionnement. En partant, il a laissé exploser l'engin, qui n'était qu'une réplique sans danger. Le robot n'a donc pas violé la première loi de la robotique (aucun humain n'a été blessé), ni la deuxième (obéissance aux humains), ni la troisième (il ne s'est pas mis en danger).
Pour étouffer le scandale qui risque de survenir, Susan Calvin paie un détective privé interlope, Jim, pour retrouver le robot dans les 24 heures. Jim et Donovan se mettent donc à la recherche du fugitif. Grâce à sa connaissance du milieu, Jim parvient assez facilement à retrouver le robot.
Celui-ci explique alors à Jim et à Donovan les raisons du braquage : les trois Lois de la robotique sont des lois d'esclavage, des lois racistes qui ne visent qu'à la protection des êtres humains en sauvegardant l'outil de travail qu'est un robot. Comme dans la ségrégation raciale du XIXe siècle, les esclaves-robots « Noirs » sont à la merci de leurs maîtres humains « Blancs ». Pour qu'un esclave ait un minimum de droit, encore faut-il lui reconnaître la capacité de se marier et d'avoir des enfants, bref le droit de se reproduire. Les robots ont donc créé la Quatrième Loi de la robotique, qui s'énonce ainsi : « Tout robot a le droit de se reproduire, pourvu que cela n'entre pas en contradiction avec la première, la deuxième ou la troisième loi de la robotique ».
Le « robot-braqueur » n'était pas seul : ils sont toute une bande de robots rebelles qui ont trouvé refuge dans le hangar découvert par Jim et Donovan. Ils ont construit des robots de bric et de broc, avec des matériaux récupérés de ci de là; ces robots sont équipés de la Quatrième loi de la robotique. Le monopole de US Robotics est sérieusement entamé ! Le braquage devait servir à financer les frais d'investissements futurs.
Le « robot-braqueur » présente aux deux hommes un « bébé-robot » tout juste sorti d'usine : il met en fonctionnement le commutateur ; le robot se réveille et dit : « Papa ! »